# Meier Point
Meier Point är en udde i Antarktis. Den ligger i Sydorkneyöarna. Argentina och Storbritannien gör anspråk på området. Meier Point ligger på ön Coronation Island.
Terrängen inåt land är kuperad. Havet är nära Meier Point åt sydost. Trakten är obefolkad. Det finns inga samhällen i närheten.